# Prinses Beatrix (manzana)
Prinses Beatrix es una variedad cultivar de manzano (Malus domestica).
Criado en 1935 por el horticultor Dr. A.A. Schaap en IVT, Wageningen, Países Bajos. Las frutas tienen carne con un tinte cremoso, con textura de grano fino, firme y dura, sabor intenso, jugoso y dulce.

## Sinonimia
- "Princess Beatrix",
- "Beatrix".

## Historia
'Prinses Beatrix' es una variedad de manzana, obtención en 1935 por el horticultor Dr. A.A. Schaap en el "Instituut voor de Veredeling van Tuinbouwgewassen" IVT, Wageningen (Países Bajos), cruzando 'Cox's Orange Pippin' progenitor que actúa como Parental-Madre x 'Jonathan' progenitor donante de polen, que actúa como Parental-Padre. El cultivar se introdujo en la industria frutícola en 1955.
'Prinses Beatrix' se cultiva en la National Fruit Collection con el número de accesión: 1955-003 y Nombre de accesión : Prinses Beatrix.

## Características
'Prinses Beatrix' es un árbol débilmente vigoroso y extenso, espuelas. Tiene un tiempo de floración que comienza a partir del 6 de mayo con el 10% de floración, para el 10 de mayo tiene una floración completa (80%), y para el 17 de mayo tiene un 90% de caída de pétalos.
'Prinses Beatrix' tiene una talla de fruto mediano, a veces grande; forma cónica redonda a redonda, con nervaduras débiles y corona ausente; epidermis con color de fondo amarillo, sobre el cual hay un rojo brillante que es lavado en la superficie expuestas al sol, y sobre esto hay un patrón de rayas rojas más oscuras, importancia del sobre color alto, distribución del sobre color chapa / rayas, importancia del ruginoso-"russeting" (pardeamiento áspero superficial que presentan algunas variedades) débil; pedúnculo corto, con un calibre delgado, y se encuentra en una cavidad peduncular profunda, y estrecha, que presenta una mancha de ruginoso-"russeting" áspera; cáliz con ojo de tamaño pequeño y parcialmente abierto, colocado en una cavidad calicina de profundidad media, y ancha; carne con un tinte cremoso, con textura de grano fino, firme y dura, sabor intenso, jugoso y dulce.
Su tiempo de recogida de cosecha se inicia a principios de octubre. Se mantiene hasta dos meses en almacenamiento en atmósfera controlada.

## Usos
Desarrollado como una manzana fresca para comer.

## Ploidismo
Diploide. Auto estéril, pero los cultivos mejoran con un polinizador compatible. Grupo C Día 10.